# Talus-Saint-Prix
Talus-Saint-Prix település Franciaországban, Marne megyében. Lakosainak száma 105 fő (2022. január 1.). Talus-Saint-Prix Baye, Bannay, Corfélix, Oyes, Villevenard és Soizy-aux-Bois községekkel határos.

## Népesség
A település népessége az elmúlt években az alábbi módon változott:
| Lakosok száma | 110  | 75   | 75   | 107  | 106  | 111  | 108  | 106  | 105  | 105  |
|               | 1968 | 1982 | 1990 | 2006 | 2013 | 2015 | 2017 | 2019 | 2020 | 2022 |